# Skandinavski polotok
Skandinavski polotok (švedsko Skandinaviska halvön; norveško Den skandinaviske halvøy (Bokmål) ali nunorsk: Den skandinaviske halvøya; finsko Skandinavian niemimaa) je polotok v severni Evropi, ki v grobem obsega celinski del Švedske, Norveške in severozahodno območje Finske.
Ime polotoka izhaja iz izraza Skandinavija, kulturne regije Danske, Norveške in Švedske. To kulturno ime izhaja iz imena Scania (Skanija), regije na južnem koncu polotoka, ki je bila stoletja del Danske, ki je pradomovina Dancev, zdaj pa je del Švedske.
Skandinavski polotok je največji od polotokov v Evropi, z večjo površino kot Balkanski, Iberski in Italijanski polotok. V ledenih dobah se je morska gladina Atlantskega oceana tako znižala, da so Baltsko morje, Botniški in Finski zaliv izginili, države, ki jih zdaj obkrožajo, vključno z Nemčijo, Poljsko, drugimi baltskimi državami in Skandinavijo, so bili neposredno povezani po kopnem.

## Geografija
Največji polotok v Evropi, Skandinavski polotok, je dolg približno 1850 kilometrov, širina pa se giblje približno od 370 do 805 km. Skandinavsko gorovje na splošno opredeljuje mejo med Norveško in Švedsko. Meje polotoka so:
- Barentsovo morje na severu
- Norveško morje na zahodu
- Severno morje proti jugozahodu
- Rusija, Baltsko morje in Botniški zaliv na vzhodu.
- Danska proti jugu

Njegova najvišja nadmorska višina je bila Glittertinden na Norveškem na 2470 m, ker pa se je ledenik na njegovem vrhu delno stopil, je najvišja nadmorska višina 2469 m v Galdhøpiggnu, prav tako na Norveškem. Te gore imajo tudi največji ledenik v celinski Evropi, Jostedalsbreen.
Približno ena četrtina Skandinavskega polotoka leži severno od arktičnega kroga, njegova najsevernejša točka pa je rt Nordkyn na Norveškem.
Podnebje v Skandinaviji se spreminja od tundre (Köppen: ET) in subarktičnega (Dfc) na severu, s hladnim morskim podnebjem zahodne obale (Cfc) na severozahodnih obalnih območjih, ki segajo severno od Lofotov, do vlažnega celinskega (Dfb) v osrednjem delu in morska zahodna obala (Cfb) na jugu in jugozahodu. Regija je bogata z lesom, železom in bakrom z najboljšimi kmetijskimi zemljišči na južnem Švedskem. Ob norveški obali v Severnem morju in Atlantskem oceanu so našli velika nahajališča nafte in zemeljskega plina.
Velik del prebivalstva Skandinavskega polotoka je naravno skoncentriran v njegovem južnem delu, ki je tudi njegova kmetijska regija. Največja mesta polotoka so Stockholm na Švedskem; Oslo, Norveška; Göteborg, Švedska; Malmö na Švedskem in Bergen na Norveškem v tem vrstnem redu.

## Geologija
Skandinavski polotok zavzema del Baltskega ščita, stabilnega in velikega segmenta skorje, sestavljenega iz zelo starih, kristaliničnih metamorfnih kamnin. Večino prsti, ki prekriva ta substrat, so postrgali ledeniki med antičnimi ledenimi dobami, zlasti v severni Skandinaviji, kjer je Baltski ščit najbližje površini zemlje. Kot posledica tega praskanja je dvig terena in hladnega do mrzlega podnebja je sorazmerno majhen odstotek zemlje obdelovalne.
Poledenitev med ledenimi dobami je poglobila tudi številne rečne doline, v katere je vdrlo morje, ko se je led stopil, kar je ustvarilo omembe vredne norveške fjorde. Na južnem delu polotoka so ledeniki odložili ogromno čelnih moren, ki so oblikovale zelo kaotično pokrajino. Te terminalne morene so pokrivale celotno ozemlje današnje Danske.
Čeprav je Baltski ščit večinoma geološko stabilen in zato odporen na vplive drugih sosednjih tektonskih formacij, je teža skoraj štirih kilometrov ledu v ledenih dobah povzročila, da se je celotno skandinavsko ozemlje potopilo. Ko je ledena plošča izginila, se je ščit spet dvignil, kar se nadaljuje do danes s hitrostjo približno enega metra na stoletje. Nasprotno pa se je južni del nagibal k pogrezanju, da bi nadomestil to, kar je povzročilo poplave nizkih držav in Danske.
Kristalni substrat površja in odsotnost prsti na številnih mestih sta razkrila nahajališča kovinskih rud, kot so železo, baker, nikelj, cink, srebro in zlato. Najdragocenejša med njimi so bila nahajališča železove rude na severozahodu Švedske. V 19. stoletju so ta nahajališča spodbudila gradnjo železnice od severozahodne Švedske do norveškega pristanišča Narvik, da bi lahko železovo rudo z ladjami izvažali v kraje, kot so južna Švedska, Nemčija, Velika Britanija in Belgija, za taljenje v železo in jeklo. Ta železnica je v regiji Norveške in Švedske, ki sicer nima nobene železnice zaradi zelo razgibanega terena, gora in fjordov tega dela Skandinavije.

## Ljudje
Prva zabeležena človeška prisotnost na južnem območju polotoka in Danske sega pred 12.000 leti. Ko so se ledene plošče iz poledenitve umaknile, je podnebje omogočilo biom tundre, ki je pritegnil lovce na severne jelene. Podnebje se je postopoma segrevalo, kar je spodbudilo rast najprej zimzelenih dreves, nato pa listopadnega gozda, ki je prinesel živali, kot so žuri. Skupine lovcev, ribičev in nabiralcev so začele naseljevati območje od mezolitika (8200 pr. n. št.) do pojava poljedelstva v neolitiku (3200 pr. n. št.).
Severni in osrednji del polotoka delno naseljujejo Samiji, pogosto imenovani »Laponci«, ki so začeli prihajati več tisoč let po tem, ko je bil Skandinavski polotok že naseljen na jugu. V najzgodnejših zabeleženih obdobjih so zasedli arktične in subarktične regije ter osrednji del polotoka daleč na jugu do Dalarne na Švedskem. Govorijo samijski jezik, neindoevropski jezik uralske družine, ki je soroden finščini in estonščini. Prvi prebivalci polotoka so bili Norvežani na zahodni obali Norveške, Danci na današnjem južnem in zahodnem delu Švedske ter jugovzhodni Norveški, Sveari v regiji okoli Mälarena, pa tudi velik del sedanje vzhodne obale Švedske in Geati v Västergötlandu in Östergötlandu. Ta ljudstva so govorila sorodna narečja indoevropskega jezika, stare nordijščine. Čeprav so se politične meje premaknile, so potomci teh ljudstev v začetku 21. stoletja še vedno prevladujoče prebivalstvo na polotoku.

## Politični razvoj
Čeprav se skandinavske države ozirajo na več kot 1000-letno zgodovino kot ločene politične entitete, so mednarodne meje nastale pozno in so se pojavile postopoma. Šele sredi 17. stoletja je imela Švedska varen izhod na Kattegat in nadzor nad južno baltsko obalo. Švedska in norveška meja sta bili dokončno dogovorjeni in označeni leta 1751. Finsko-norveška meja na polotoku je bila vzpostavljena po obsežnih pogajanjih leta 1809, skupna norveško-ruska okrožja pa so bila razdeljena šele leta 1826. Tudi takrat so bile meje še vedno gibljiva, pri čemer je Finska leta 1920 dobila dostop do Barentsovega morja, leta 1944 pa je to ozemlje prepustila Sovjetski zvezi.
Danska, Švedska in Rusko cesarstvo so stoletja prevladovale v političnih odnosih na Skandinavskem polotoku, Islandija, Finska in Norveška pa so svojo popolno neodvisnost dosegle šele v 20. stoletju. Kraljevina Norveška – dolgo v personalni uniji Danske – je po napoleonskih vojnah pripadla Švedski in dosegla popolno neodvisnost šele leta 1905. Ker je bila Finska od leta 1809 avtonomna velika kneževina znotraj Ruskega cesarstva, je med sovjetsko revolucijo v Rusiji leta 1917 razglasila neodvisnost. Islandija je svojo neodvisnost od Danske razglasila leta 1944, medtem ko je bila Danska pod okupacijo nacistične Nemčije. Islandijo so k temu spodbudile britanske in ameriške oborožene sile, ki so Islandijo branile pred nacistično invazijo.
Wehrmacht je napadel Norveško leta 1940 in nemška vojska je zasedla celotno Norveško do maja 1945. S privolitvijo Kraljevine Švedske so se nemške čete preselile iz severne Norveške čez severno Švedsko na Finsko, ki je postala zaveznica nacistične Nemčije. Nato sta spomladi 1941 nemška in finska vojska skupaj napadli Sovjetsko zvezo. Republika Finska je imela zamere do Sovjetske zveze, ker je Rdeča armada vdrla v jugovzhodno Finsko v zimski vojni (1939–40) in Finski odvzela veliko ozemlje.
Švedska je med prvo svetovno vojno, korejsko vojno in hladno vojno ostala nevtralna država.
Leta 1945 so bile Norveška, Danska in Islandija ustanovne članice Združenih narodov. Švedska se je kmalu zatem pridružila ZN. Finska se je pridružila v petdesetih letih dvajsetega stoletja. Prvi generalni sekretar Združenih narodov Trygve Lie je bil norveški državljan. Drugi generalni sekretar Združenih narodov Dag Hammarskjöld je bil švedski državljan. Tako so imeli prebivalci Skandinavskega polotoka močan vpliv v mednarodnih zadevah v 20. stoletju.
Leta 1949 so Norveška, Danska in Islandija postale ustanovne članice Organizacije Severnoatlantske pogodbe za svojo obrambo pred Vzhodno Nemčijo, Sovjetsko zvezo in vsemi drugimi potencialnimi napadalci, te tri države pa ostajajo članice od leta 2021.
Švedska in Finska sta se Evropski uniji pridružili leta 1995. Norveška pa ostaja zunaj Unije.